# プリンス・プリンス
プリンス・プリンスは、新日本プロレスのユニットC.T.Uのメンバー（当時）稔とプリンス・デヴィットとのタッグチーム。通称「プリプリ」。

## 概要
- タッグ名は、稔のニックネームのブラック・プリンスとプリンス・デヴィットのプリンスを足した物。
- C.T.U解散後も、RISEに合流してタッグは続いたが、稔が新日本プロレスを退団して、デヴィットが田口隆祐とのタッグチーム「Apollo 55」を結成した為、終息した。

## タイトル歴
新日本プロレス
- IWGPジュニアタッグ王座（第19・21代）